# Сољано ал Рубиконе
Сољано ал Рубиконе је насеље у Италији у округу Форли-Чезена, региону Емилија-Ромања.
Према процени из 2011. у насељу је живело 682 становника. Насеље се налази на надморској висини од 379 м.

## Становништво
| 1951. | 1961. | 1971. | 1981. | 1991. | 2001. | 2011. |
| ----- | ----- | ----- | ----- | ----- | ----- | ----- |
| 8.619 | 5.848 | 3.685 | 3.121 | 2.869 | 2.890 | 3.251 |